# Starzeński Hrabia
Starzeński Hrabia – polski herb hrabiowski, odmiana herbu Lis, nadany w Galicji.

## Opis herbu
Opis zgodnie z klasycznymi regułami blazonowania:
W polu czerwonym rogacina podwójnie przekrzyżowana srebrna. Nad tarczą korona hrabiowska, nad którą hełm z klejnotem: pół lisa naturalnego, wspiętego. Labry czerwone podbite srebrem.

## Najwcześniejsze wzmianki
Nadany wraz z tytułem hrabiego (hoch- und wohlgeboren, graf von) 1 grudnia 1780 (dyplom z 5 lutego 1781) w Galicji braciom Maciejowi i Piotrowi Starzeńskim. Podstawą nadania był patent z 1775 roku, posiadanie dóbr w Galicji oraz godność kasztelana sprawowana przez bliskiego krewnego (brat, Józef). W Prusach potwierdzono tytuł 7 grudnia 1799. Następnie hrabiów Józefa i Macieja wylegitymowano w Królestwie Polskim w 1824 i potwierdzono tytuł dzieciom hrabiego Józefa: Kazimierzowi, Michałowi, Henrykowi i Zofii 30 listopada 1849.

## Herbowni
Jedna rodzina herbownych (herb własny):
- graf von Starzenice-Starzeński.